# Casa dei Guiscardi
La casa dei Guiscardi era uno storico palazzo di Milano situato nel borgo delle Grazie, oggi corso Magenta.

## Storia
Non è ben nota l'origine precisa del palazzo e della relativa proprietà, tuttavia risale al 1498 il documento di vendita di tale proprietà appartenuta a Marolo Guiscardi, tesoriere ducale, al duca Ludovico Sforza per la somma di 32000 ducati; tuttavia il Guiscardi ne rientrò ben presto in possesso. Il palazzo era situato nel borgo delle Grazie, oggi parte di corso Magenta compreso tra le mura medievali e spagnole, all'epoca all'esterno dell'area cittadina più urbanizzata: il palazzo era infatti immerso in una piccola tenuta estesa poco meno di un ettaro.
Nel 1498 il Guiscardi, rientrato in possesso dell'abitazione, iniziò dei lavori di ampliamento e ristrutturazione dell'edificio, che tuttavia non videro mai la luce: nel 1499 con la caduta della signoria sforzesca, la popolazione assaltò e devastò le dimore dei dignitari e funzionari sforzeschi, concentrate nel borgo delle Grazie per volere di Ludovico il Moro, che nelle sue intenzioni voleva creare un'elegante via con i palazzi più belli della città riservata alla sua cerchia di fedelissimi e amici. Del palazzo rimasero pochi ruderi sui quali nel tempo furono riedificate altre abitazioni.
Una suggestiva ipotesi vuole la ristrutturazione del palazzo affidata a Leonardo Da Vinci, all'epoca ingegnere ducale e già in collaborazione con la cerchia di Ludovico il Moro: tra i vari progetti di Leonardo vi è infatti uno studio per un palazzo con un fronte di 120 metri nell'area dove poteva trovarsi la casa dei Guiscardi.